# NGC 1599
NGC 1599 је спирална галаксија у сазвежђу Еридан која се налази на NGC листи објеката дубоког неба.
Деклинација објекта је - 4° 35' 19" а ректасцензија 4h 31m 38,8s. Привидна величина (магнитуда) објекта NGC 1599 износи 13,7 а фотографска магнитуда 14,4. NGC 1599 је још познат и под ознакама MCG -1-12-16, IRAS 04292-0441, PGC 15403.